# 朱肉

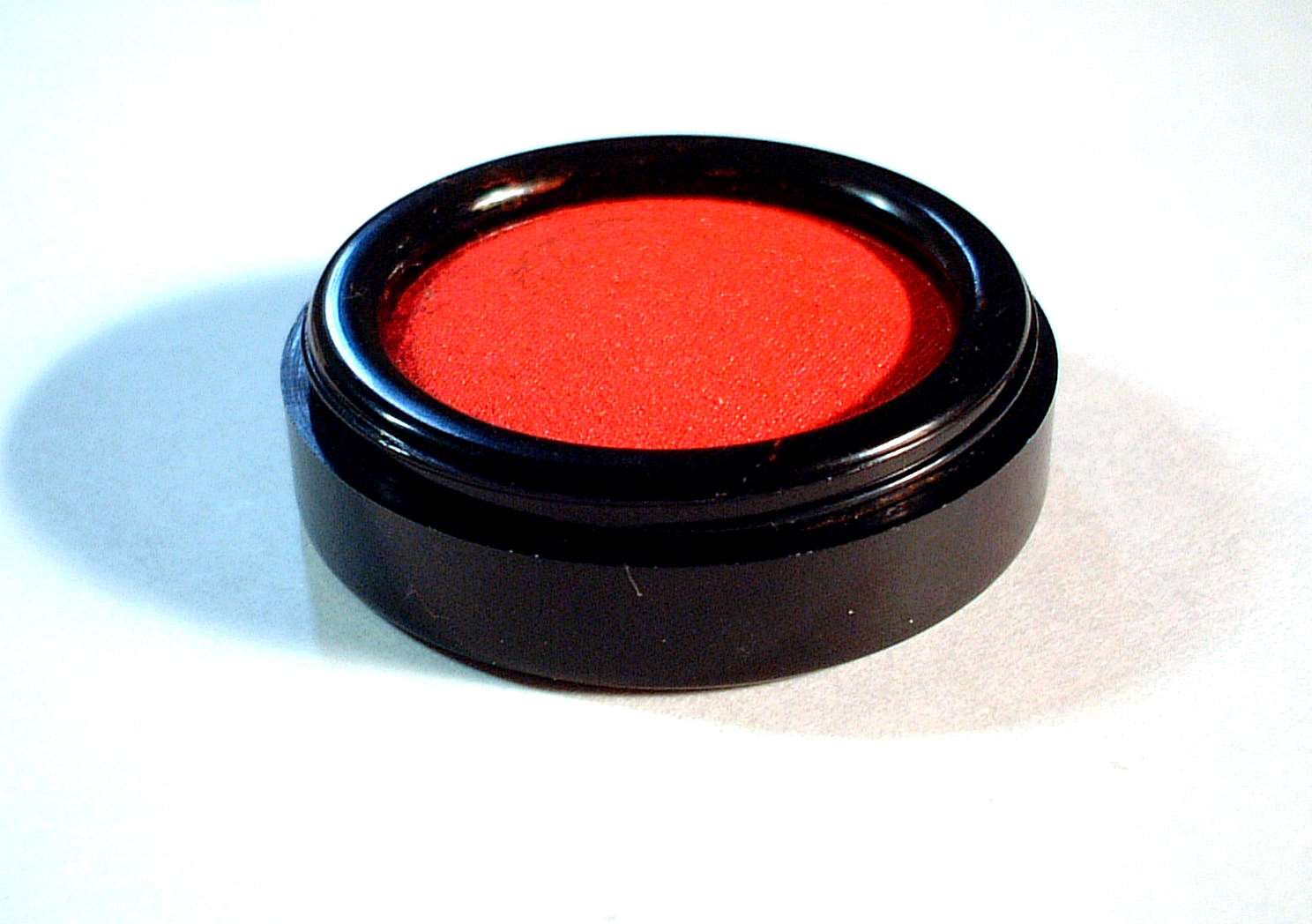
朱肉が入った肉池

朱肉（しゅにく）とは、印鑑を用いる際に使われる赤い（朱色の）印肉（いんにく）のことである。印泥（いんでい）とは、中国での呼び名。朱肉を入れる容器のことを肉池（にくち）または印池（いんち）という。
誤用であるが習慣的に「朱肉が入った肉池などの容器のこと」を朱肉と呼ばれている（朱肉がいらないスタンプという表現など）。

## 歴史
古代より印鑑そのものは洋の東西を問わず用いられていたが、朱肉が歴史に登場するのは意外と遅く、中国は宋代のころと言われている。それ以前は泥を用いていたらしく、朱肉の別名が印泥であるのはそのためらしい。また、中国南西部の山岳地帯では、葬儀や子供の誕生など特別な儀式で押印する際、羊の生き血が用いられることもあったとされている。江戸時代には武士階級にのみ朱肉が許され、庶民の印影は黒であった。因みに朱色を使う様になったのは縁起が良い色とされ、魔除けの色でもある事から使われた。神社などの鳥居に朱色を使うのも同様。
日本では朱色が一般的であるが、公文書への押印では色は問われないため、朱色以外やグラデーションの朱肉を使っても問題は無い。

## 特徴
よもぎを乾燥させて作った「艾」と硫化水銀の「珠砂」（朱砂）と植物油が主原料である。
なお、天然の珠砂は高価であり、多くは人工的に水銀と硫黄から合成した珠砂を使用している。また、印泥の殆どは中国で製造されている。

## 種類
朱肉には練り朱肉とスポンジ朱肉とがある。

### 練り朱肉
銀朱（硫化水銀を昇華させたものに希釈したアルカリ溶液を加えて練り上げ温めた状態のもの）にひまし油、木蝋、松脂を溶かし入れヨモギの葉の裏毛（艾にもなる）や和紙を加えて練り固めたもの。2か月に1度以上練らないと腐敗する。
朱の色は自然界の辰砂（硫化水銀）によるものであり、近年まで工業的に作られた硫化水銀を用いていた。一般の有機色素を用いると、紫外線をはじめとする自然現象による退色があり得るためである。ただし、硫化水銀を用いることによって廃棄、特に焼却時に水銀の環境への散逸が憂慮されている側面もある。そのこともあり、近年では鉄、モリブデン、アンチモン等の化合物に置き換わってきている。

### スポンジ朱肉
朱を和紙等で練り固めずスポンジに染み込ませたもの。

## 色彩
- 「箭鏃朱砂印泥」 黄色っぽく鮮やか・高級
- 「光明朱砂印泥」 赤みを増したもの
- 「美麗朱砂印泥」 さらに濃い赤

## 保存方法
朱肉は冬は固く、夏は軟らかくなりやすく、湿度や乾燥に弱い、非常にデリケートな性質を持っている。このため、湿気や乾燥の気になる場所には置かないよう、保存には注意を払う必要がある。
また、放っておくと「アブラ」と「水銀朱」が分離、時には「アブラ」が底に沈み、時には表面に浮かんでくる。朱と油が分離し、時にはアブラが上部に浮上してしまい、その状態で印を押すと、紙の裏面に油が染み出てしまうこともあるため、ヘラでよくかき混ぜてから使用する。
多くの場合「アブラ」は底に沈むことが多く、印泥上部と底部を入れ替えることで「印泥練り混ぜの代行」になることもある。
いつまでも色沢を損ねないように、使った後は必ず木箱に戻し、塵、埃の侵入を防がねばならない。